# Анчугов, Александр Галактионович
Алекса́ндр Галактио́нович Анчуго́в (5 августа 1923, Анчугово, Екатеринбургская губерния — 6 апреля 1979, Архангельск) — советский офицер-танкист в годы Великой Отечественной войны, Герой Советского Союза (23.09.1944). Гвардии подполковник. В отставке работал слесарем-механиком и старшим десантником-пожарным.

## Биография
Александр Галактионович Анчугов родился 5 августа 1923 года в крестьянской семье в селе Анчугово Анчуговского сельсовета Верхтеченской волости Шадринского уезда Екатеринбургской губернии, ныне деревня входит в Катайский муниципальный округ Курганской области. Русский.
После окончания Верхнетеченской 7-летней школы поступил в Копейский горный техникум Окончил 1 курс Копейского горного техникума в 1941 году. Из-за материальных трудностей вернулся в село Анчугово, работал продавцом в сельпо.
В июне 1941 года был призван Уксянским РВК Челябинской области на воинскую службу и направлен в военное училище. В 1942 году окончил ускоренный курс Челябинского танкового училища и с августа того же года — на фронте. Был назначен командиром танкового экипажа, в составе которого участвовал в боях на Калининском фронте. Боевое крещение командир танка 22-й танковой бригады лейтенант Анчугов получил в боях под Ржевом. Подбил фашистский танк, но и сам был ранен.
После лечения в госпитале был направлен в 63-й отдельный танковый полк Воронежского фронта, на базе этого полка позднее была сформирована 242-я танковая бригада. В её составе Анчугов прошёл всю войну. Проявил себя смелым воином и находчивым командиром. В 1943 году за умелые действия в боях на Курской дуге и проявленные при этом мужество и находчивость был награждён орденом Красной Звезды и назначен командиром танкового взвода. За бои по освобождению Украины зимой 1944 года Анчугов был удостоен второго ордена Красной Звезды и Почётной грамоты ЦК ВЛКСМ.
В ночь на 19 июня 1944 года танковая рота 1-го танкового батальона 242-й танковой бригады (31-й танковый корпус, 1-й Украинский фронт) под командованием старшего лейтенанта Анчугова ворвалась в село Ясенов (Бродовский район Львовской области) и перерезала шоссе Броды — Львов. Огнём и гусеницами экипаж старшего лейтенанта Анчугова уничтожил два пулемётных расчёта, тягач, восемь подвод с вооружением и 35 вражеских солдат и офицеров. Было подбито несколько фашистских танков.
Через день, выполняя задачу по овладению посёлком Олеско и селом Хватов (Львовская область), рота уничтожила 5 противотанковых орудий, 4 тягача и свыше роты гитлеровцев. В разгар преследования отступающего противника командир роты был ранен в голову осколком вражеского снаряда, но продолжал руководить боем.
Указом Президиума Верховного Совета СССР от 23 сентября 1944 года кандидату в члены ВКП(б), командиру танковой роты старшему лейтенанту Анчугову Александру Галактионовичу, за мужество и отвагу, проявленное при разгроме вражеского противотанкового узла под Львовом, присвоено звание Героя Советского Союза, с вручением ордена Ленина и медали «Золотая Звезда» (№ 4494).
О присвоении высокого звания герой-танкист узнал в госпитале. После выздоровления в январе 1945 года был направлен на учёбу в Ленинградскую высшую офицерскую бронетанковую школу. На фронт больше не вернулся. После Победы продолжил службу в армии. Служил в танковых частях на Камчатке, в Новосибирске и в Закарпатье.
В 1946 году вступил в ВКП(б), в 1952 году партия переименована в КПСС.
С 1956 года гвардии подполковник А. Г. Анчугов — в запасе.
С 1957 года жил на родине жены в городе Иваново. Работал слесарем-механиком комбината «Росторгмонтаж». В 1968 году расстался с женой и уехал из Иваново.
В 1972 году переехал в город Архангельск. В 1977—1979 годах работал в Северной авиабазе авиационной охраны лесов старшим десантником-пожарным в Архангельском авиаотделении в Кегострове и на Левковке. Не раз в составе вертолётного десанта вылетал на пожары, командовал группой и сам на огневом рубеже орудовал лопатой или другими средствами.
Александр Галактионович Анчугов погиб в результате несчастного случая 6 апреля 1979 года (по другим (возможно ошибочным) данным — 1 октября 1979 года). Похоронен в городе Архангельске Архангельской области.

## Награды
- Герой Советского Союза, 23 сентября 1944 года[5][6][7]
  - Орден Ленина
  - Медаль «Золотая Звезда» № 4494
- Орден Отечественной войны II степени, 9 сентября 1943 года[8]
- Орден Красной Звезды, дважды: 19 июля 1943 года[9], 3 февраля 1944 года[10]
- Медали, в том числе:
  - Медаль «За боевые заслуги», 15 ноября 1950 года
  - Медаль «В ознаменование 100-летия со дня рождения Владимира Ильича Ленина», 1970 год
- Почётная грамота ЦК ВЛКСМ, 1944 год

## Память

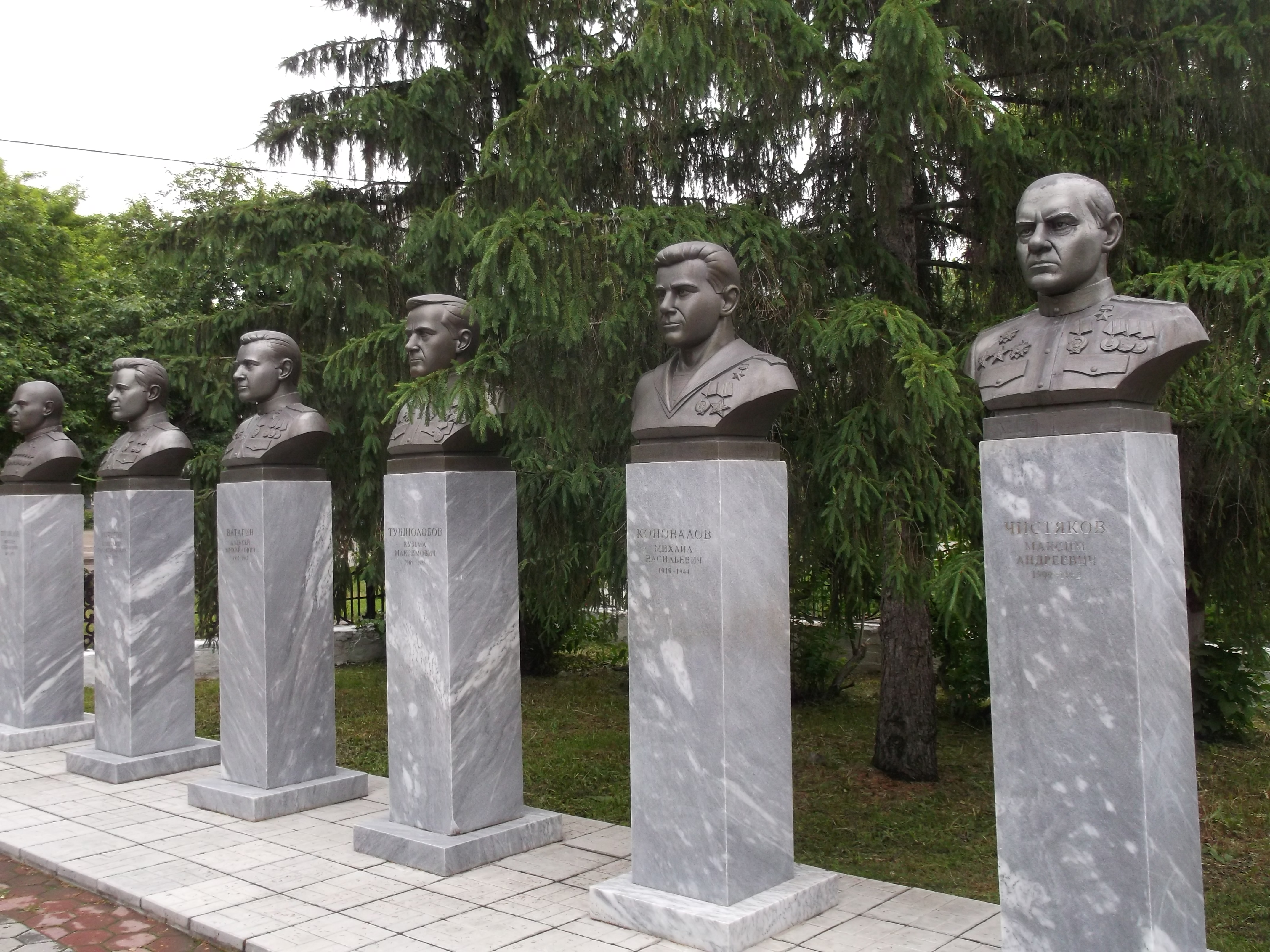
Мемориал «Аллея Славы», г. Катайск. М. С. Шумилов, А. Г. Анчугов, А. М. Ватагин, К. М. Тушнолобов, М. В. Коновалов, М. А. Чистяков.

- Весной 2011 года, накануне Дня Победы, в городе Катайске на территории мемориального комплекса, возведенного в память земляков-участников гражданской и Великой Отечественной войн, установлен бюст Героя Советского Союза А. Г. Анчугова[11].
- 1 сентября 2015 года в МКОУ «Верхнетеченская средняя общеобразовательная школа» имени героя Советского Союза М. С. Шумилова открыта мемориальная доска[12].

## Семья
Жена Лидия Александровна, родилась в Иванове, работала учительницей в Елизово Камчатской области, где познакомилась с Анчуговым. Дочь Елена Гоголева, живёт в Иванове.